# 本郷台駅
本郷台駅（ほんごうだいえき）は、神奈川県横浜市栄区小菅ケ谷一丁目にある、東日本旅客鉄道（JR東日本）根岸線の駅である。駅番号はJK 02。

## 歴史

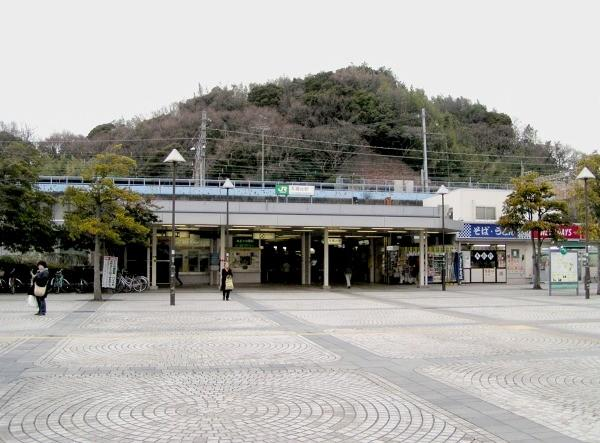
駅裏手にマンションが建つ前の様子（2006年2月）

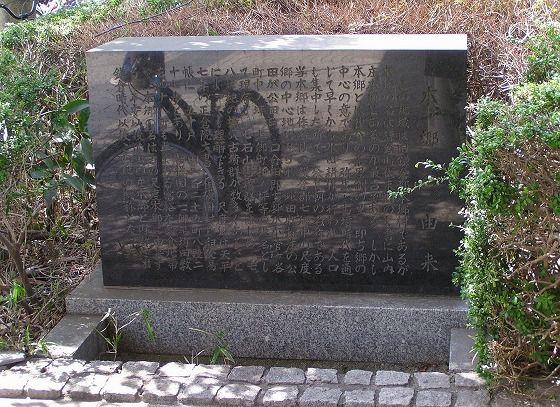
駅前の「本郷の由来」石碑

駅周辺は戦前、第一海軍燃料廠だった場所で、ごくわずかではあるが遺構が残る。当時は大船駅から笠間十字路・現在の警察学校を経由する専用線があり、プラットホームが現在の本郷台駅前にあったらしい。戦後は占領軍に接収されて「大船PX」となり、1965年（昭和40年）から接収解除により返還され、当駅とその周辺地区（住宅団地や文教施設）の用地に転用された。駅周辺の根岸線および当駅はこのうち北部の土地を利用して建設され、1973年（昭和48年）に駅が開業した。
駅とその周辺は、開発前は標高30m前後の丘陵地帯で、そこには七石山横穴墓群という古代の横穴墓遺跡が100基以上存在していたが、1967年（昭和42年）からの線路開設や造成工事で丘陵が大規模に削り落とされ、線路北側の一部を除いてほとんど消滅してしまった。
計画・工事段階の仮称は「新大船駅」となっていたが、この一帯は明治以来横浜市に編入されるまで鎌倉郡本郷村に属しており、この本郷は洋光台・港南台に連なる台地にあることから台の字を附して、本郷台駅と命名された。駅前には1982年（昭和57年）4月、横浜本郷ロータリークラブの寄贈によって本郷の由来を示す石碑が建立されている。
なお、駅周辺には、仮称の駅名を先取りしたために、現在も新大船を称する幼稚園や商店街が存在する。

### 年表
- 1966年（昭和41年）8月9日：根岸線第2期工事（磯子 ‐ 大船間）の許可が下りる[6]。
- 1973年（昭和48年）4月9日：日本国有鉄道（国鉄）根岸線が洋光台駅から大船駅へ延伸され[7]、これに伴い開業する[1]。
- 1987年（昭和62年）4月1日：国鉄分割民営化により東日本旅客鉄道の駅となる[1]。
- 1993年（平成5年）12月22日：自動改札機を設置[8]。
- 2001年（平成13年）11月18日：ICカード「Suica」の供用を開始する。
- 2003年（平成15年）12月：エスカレータの供用を開始する[3]。
- 2004年（平成16年）1月：エレベーターの供用を開始する[3]。
- 2021年（令和3年）10月28日：みどりの窓口の営業を終了[9][10]。
- 2025年（令和7年）度：スマートホームドアの使用を開始（予定）[11]。

## 駅構造

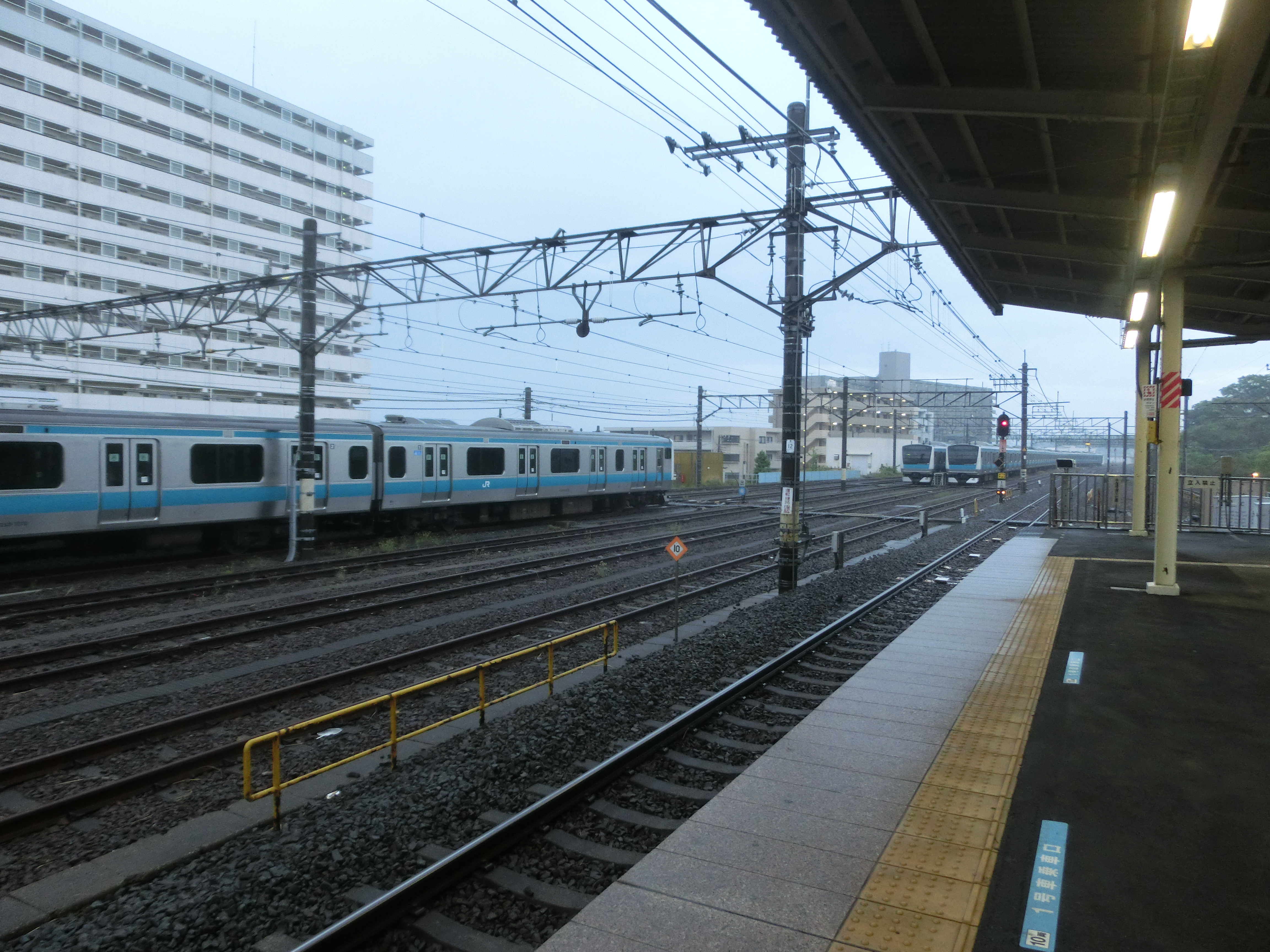
大船駅始発用に留置されている車両群（2016年4月）

大船駅管理の業務委託駅（JR東日本ステーションサービス委託）。島式ホーム1面2線を有する地上駅で、駅本屋は線路の南側に設けられている。
開業当初からこの構造となっている。線路はほぼ北東から南西に走っており、1番線の南側には貨物用着発線3本(着発1-3番)と電留線3本(電留4-6番)があり、その南側に駐車場がある。着発線および電留線には、夜間から早朝にかけて車両が留置されているが、すべて当駅 - 大船駅間で回送されている。電留線は開業時から3本であるが、将来的にこれを10本に増設できるように設計されており、土地が確保され駐車場として利用されているほか、駅本屋の上空に高架を通してここに線路を敷くことができるよう、駅舎の両脇に未使用の橋脚が作られている。着発線は、夜間の留置のほかは、総合車両製作所の甲種輸送の時間調整、根岸線への団体列車の折り返し・留置に使用される。
駅は北側の丘陵に接した盛り土上に設置されており、ホームが斜面上、駅本屋が地平に置かれているため、高低差がある。改札口からホーム下まで、前述の6本の線路と駐車場をくぐる幅7メートル・長さ40メートルの地下道1本が延びており、地下道からホームへはエスカレータ（ホーム港南台側）、エレベーター（ホーム中程）、階段（ホーム大船側）を使って至る。
指定席券売機・自動改札機、改札口があるほか、改札内に男女別のトイレが設けられている。改札外の駅舎内には、改札口側から東に向かって、レッツキヨスク本郷台1号店、大船軒の立ち食い蕎麦屋(48年の歴史があったが、2024年3月20日に閉店)、NewDaysがある。
JRの特定都区市内制度における「横浜市内」に属する。根岸線では、当駅が横浜市内の西限となる。

### のりば
| 番線 | 路線   | 方向 | 行先                       | 備考           |
| ---- | ------ | ---- | -------------------------- | -------------- |
| 1    | 根岸線 | 南行 | 大船方面                   |                |
| 2    | 根岸線 | 北行 | 横浜・川崎・東京・大宮方面 | 京浜東北線直通 |
| 2    | 横浜線 | 北行 | 新横浜・橋本・八王子方面   | 朝晩のみ運転   |

（出典:JR東日本：駅構内図）

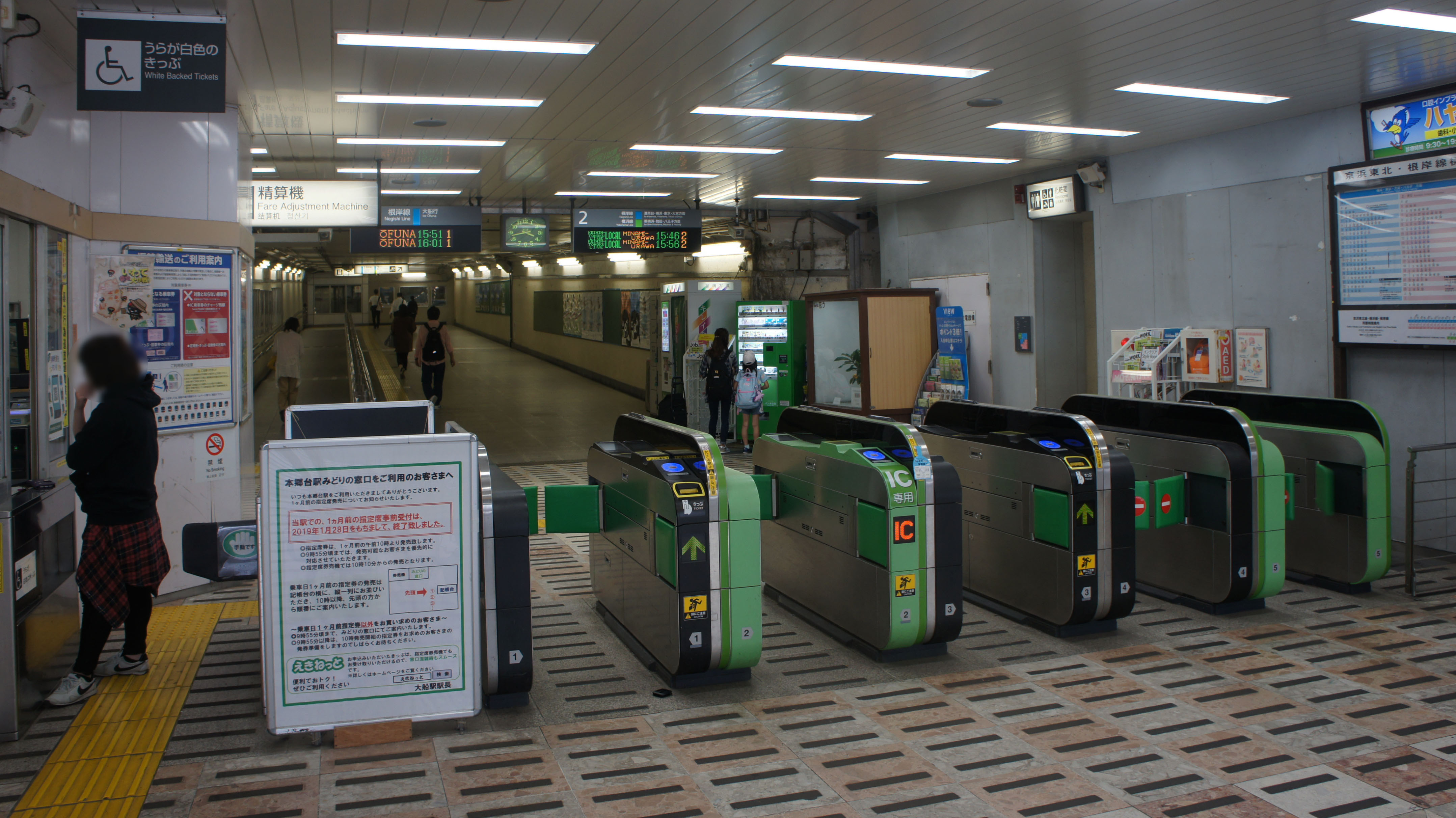
改札口（2019年6月）
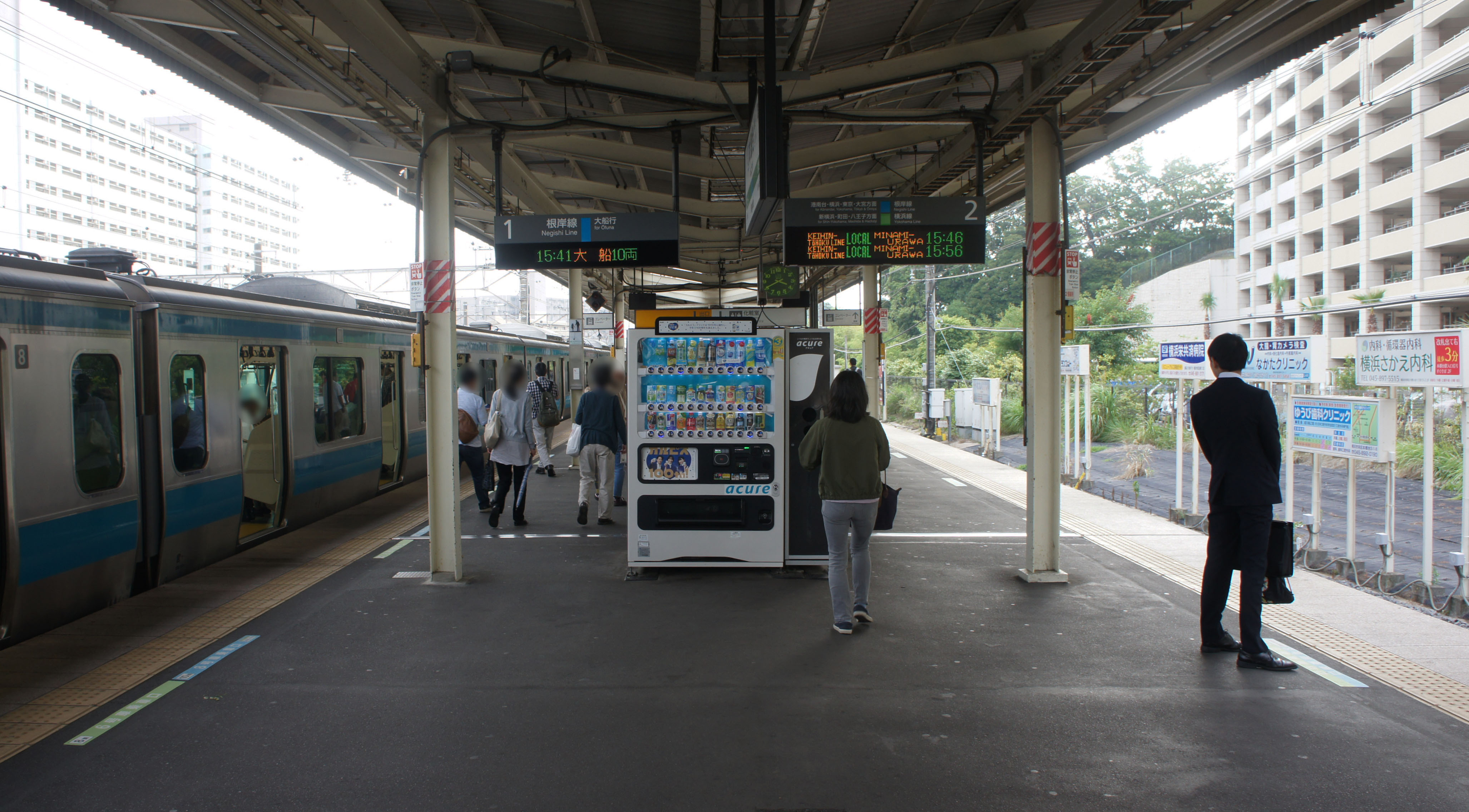
ホーム（2019年6月）

## 利用状況
2023年度（令和5年度）の1日平均乗車人員は17,975人である。根岸線内では山手駅、磯子駅に次いで3番目に少ない。
1991年度（平成3年度）以降の推移は下記の通り。
| 年度               | 1日平均 乗車人員 |
| ------------------ | ---------------- |
| 1991年（平成03年） | 20,265           |
| 1992年（平成04年） | 20,499           |
| 1993年（平成05年） | 20,648           |
| 1994年（平成06年） | 20,345           |
| 1995年（平成07年） | 20,203           |
| 1996年（平成08年） | 20,179           |
| 1997年（平成09年） | 19,818           |
| 1998年（平成10年） | 20,016           |
| 1999年（平成11年） | 19,518           |
| 2000年（平成12年） | 19,180           |
| 2001年（平成13年） | 18,981           |
| 2002年（平成14年） | 18,855           |
| 2003年（平成15年） | 18,917           |
| 2004年（平成16年） | 18,910           |
| 2005年（平成17年） | 18,979           |
| 2006年（平成18年） | 19,091           |
| 2007年（平成19年） | 19,275           |
| 2008年（平成20年） | 19,304           |
| 2009年（平成21年） | 19,259           |
| 2010年（平成22年） | 19,167           |
| 2011年（平成23年） | 19,058           |
| 2012年（平成24年） | 19,142           |
| 2013年（平成25年） | 19,278           |
| 2014年（平成26年） | 18,669           |
| 2015年（平成27年） | 18,859           |
| 2016年（平成28年） | 18,743           |
| 2017年（平成29年） | 18,782           |
| 2018年（平成30年） | 18,773           |
| 2019年（令和元年） | 18,564           |
| 2020年（令和02年） | 14,648           |
| 2021年（令和03年） | 15,682           |
| 2022年（令和04年） | 16,961           |
| 2023年（令和05年） | 17,975           |

## 駅周辺

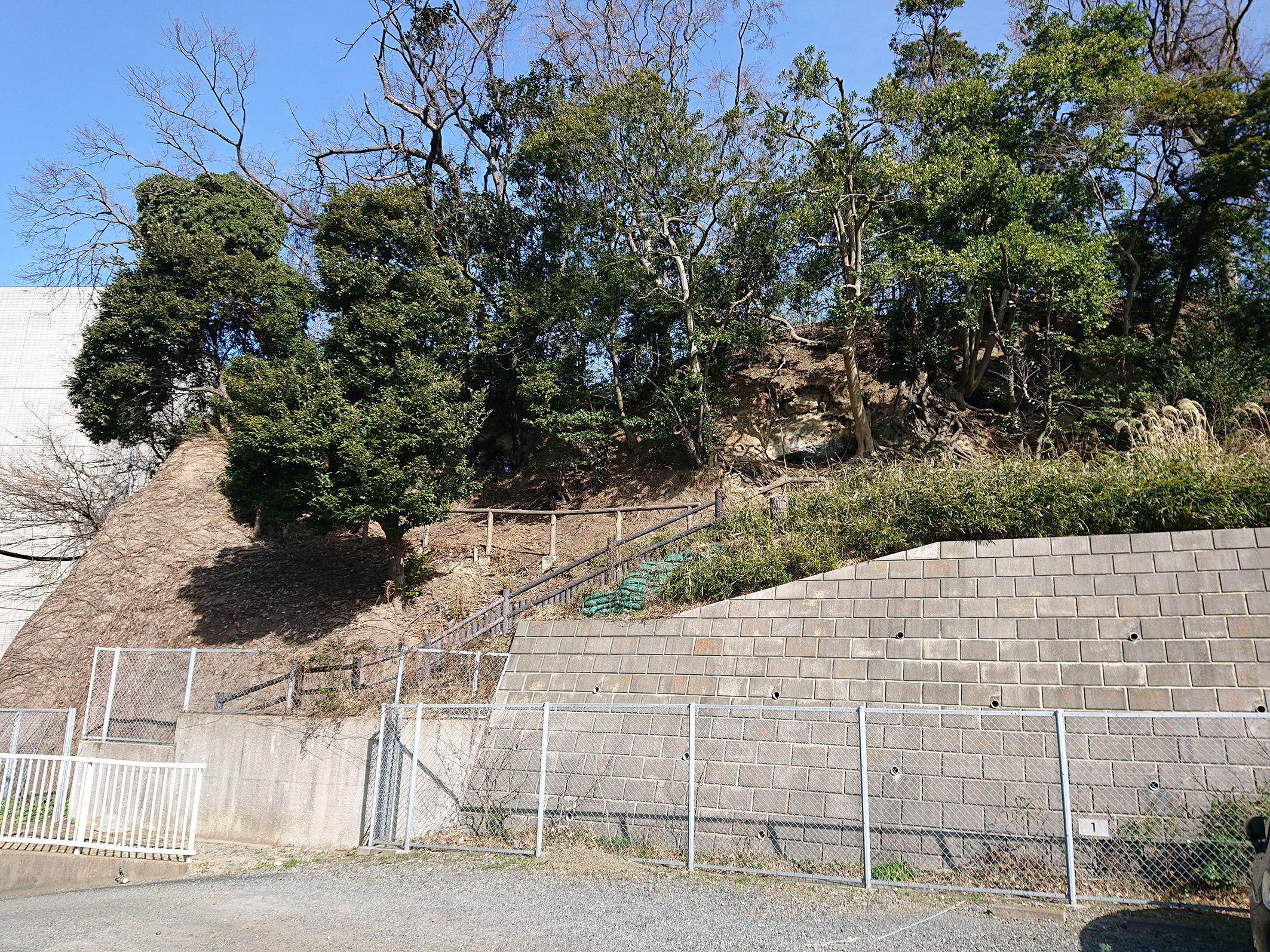
本郷台駅西側の線路北側脇に残る七石山横穴墓群の残存部

栄区唯一の駅であり、南方500mほどの所には栄区役所をはじめとして栄図書館、栄警察署、栄消防署、横浜栄共済病院など公的な施設が立ち並んでいる。また神奈川県立柏陽高等学校、神奈川県警察学校もほど近い。以前は神奈川県消防学校もあったが現在は移転し、跡地に地球市民かながわプラザが建設された。
駅前広場が整備されており、ロータリーがある。路線バス（後述）が発着し、タクシーのりばもある。駅前広場の東側には市営の駐輪場が整備されている。
駅西側の線路脇には、かつての小高い丘陵の削り残しの残骸があり、七石山横穴墓群B支群が僅かに残されている（横浜市登録地域文化財）。

### 住宅地
駅開業当時から駅周辺には上記施設のほか国家公務員住宅、市営の高層住宅、日本住宅公団（現都市再生機構）本郷台駅前団地等が同時期に建設され、閑静な住宅環境になっている。さらに2006年頃からは駅北側の山を切り崩した大規模マンションが複数建設されている。

## バス路線
神奈川中央交通（神奈中）と江ノ電バスの路線バスが乗り入れている。2006年（平成18年）3月26日までは横浜市交通局のバスも乗り入れて138系統・139系統を運行していたが、両系統の運行は共同運行会社である神奈中に移譲され、撤退した。
本郷台駅の駅前にはバスの乗降所が3つあり、駅前から東側へ、ロータリーを囲むようにしてそれぞれ3番、2番（江ノ電）、1番（神奈中）となっている。
| のりば | 運行事業者     | 系統・行先                                             | 備考                   |
| ------ | -------------- | ------------------------------------------------------ | ---------------------- |
| 1      | 神奈川中央交通 | - 本21：公田団地 - 138：港南台駅 - 139：上大岡駅       |                        |
| 2      | 江ノ電バス     | - H1：小菅ヶ谷北公園 - K4：鎌倉駅 - T49：戸塚駅 / 平島 | 「K4」は土休日のみ運行 |
| 3      | （降車専用）   | （降車専用）                                           | （降車専用）           |

## 隣の駅
東日本旅客鉄道（JR東日本）
 根岸線
■快速・■■各駅停車
港南台駅 (JK 03) - 本郷台駅 (JK 02) - 大船駅 (JK 01)

### 記事本文

### 利用状況
JR東日本の2000年度以降の乗車人員
1. ↑  各駅の乗車人員（2000年度） - JR東日本
2. ↑  各駅の乗車人員（2001年度） - JR東日本
3. ↑  各駅の乗車人員（2002年度） - JR東日本
4. ↑  各駅の乗車人員（2003年度） - JR東日本
5. ↑  各駅の乗車人員（2004年度） - JR東日本
6. ↑  各駅の乗車人員（2005年度） - JR東日本
7. ↑  各駅の乗車人員（2006年度） - JR東日本
8. ↑  各駅の乗車人員（2007年度） - JR東日本
9. ↑  各駅の乗車人員（2008年度） - JR東日本
10. ↑  各駅の乗車人員（2009年度） - JR東日本
11. ↑  各駅の乗車人員（2010年度） - JR東日本
12. ↑  各駅の乗車人員（2011年度） - JR東日本
13. ↑  各駅の乗車人員（2012年度） - JR東日本
14. ↑  各駅の乗車人員（2013年度） - JR東日本
15. ↑  各駅の乗車人員（2014年度） - JR東日本
16. ↑  各駅の乗車人員（2015年度） - JR東日本
17. ↑  各駅の乗車人員（2016年度） - JR東日本
18. ↑  各駅の乗車人員（2017年度） - JR東日本
19. ↑  各駅の乗車人員（2018年度） - JR東日本
20. ↑  各駅の乗車人員（2019年度） - JR東日本
21. ↑  各駅の乗車人員（2020年度） - JR東日本
22. ↑  各駅の乗車人員（2021年度） - JR東日本
23. ↑  各駅の乗車人員（2022年度） - JR東日本
24. ↑  各駅の乗車人員（2023年度） - JR東日本